# Чернівецький міський ліцей №3
Чернівецький ліцей № 3 — навчальний заклад у місті Чернівці з медичним профілем.

## Історія закладу
Чернівецький ліцей № 3 медичного профілю Чернівецької міської ради заснований у 1995 році Чернівецькою міською радою за сприяння Буковинської Державної медичної академії (нині — університету). Медичний ліцей є базовою школою БДМУ, оскільки багаторічний практичний досвід навчання фахівців-медиків показав, що для більшості майбутніх спеціалістів основну трудність в отриманні професійної освіти складає перехід «старша школа — вищий навчальний заклад», отже, існує нагальна потреба в існуванні допрофесійного профільного навчального закладу.  
На початок 1995/1996 н. р. у ліцеї нараховувалося 126 учнів, що навчалися у 5-ти класах: одному 11-му (сформованому з учнів шкіл Чернівецької області), двох 10-х та двох 9-х. Педагогічний колектив закладу складався з 25 працівників. Очолив його Зегрюк Микола Еммануїлович, що є директором ліцею й нині. 
У 2003—2005 роках керувала ліцеєм Аносова Олена Іванівна, колишній заступник начальника управління освіти Чернівецької міської ради, на теперішній час методист міського методичного кабінету і куратор закладу.
У 2010—2011 н. р. в ліцеї функціонує 14 класів, у яких загалом  навчається 370 учнів. З них 9 класів (7—9-ті) є допрофільними (в них здійснюється підсилене та поглиблене вивчення профільних предметів), 5 класів (10—11-ті) — профільні.

## Профіль
Профіль навчання в ліцеї один — медичний, але загальний рівень отриманої в ліцеї підготовки також дозволяє випускникам ліцею здобувати в подальшому фахову біологічну, хімічну, гуманітарну та технічну освіту.

## Педагогічний склад
З 32 педагогічних працівників 24 — спеціалісти вищої категорії, 18 — вчителі-методисти, 6 — старші  вчителі. 

З них:
Грамотою МОНУ нагороджено 12 педагогів, 

Знаком «Відмінник освіти України» — 14 педагогів, 

Нагрудним Знаком «А.С. Макаренко» — 1 педагог, 

Нагрудним Знаком «Василь Сухомлинський» — 1 педагог, 

лауреати міської премії ім. Ю. Федьковича та обласної премії ім. О. Поповича — 8 педагогів, 

лауреат премії ім. О. Кобилянської — 1 педагог, 

переможці та призери ІІ та ІІІ етапів Всеукраїнського конкурсу «Вчитель року» — 7 педагогів, 

дипломанти IV етапу Всеукраїнського конкурсу «Вчитель року» — 2 педагоги,

лауреат IV етапу Всеукраїнського конкурсу «Вчитель року» — 1 педагог,

муніципальні стипендіати — 2 педагоги.

## Гімн
Слова та музика: Баблюк Олександр Васильович.